# كأس السوبر الأوروبي 1991
كأس السوبر الأوروبي 1991 هي البطولة 16 من كأس السوبر الأوروبي وهي مباراة كرة قدم تحدد الفائز بين فائز كأس أوروبا السابق وفائز كأس الكؤوس الأوروبية السابق. وهما النجم الأحمر بلغراد فائز كأس أوروبا 1990-91 ومانشستر يونايتد فائز كأس الكؤوس. كانت المباراة ستقام ذهاباً وإياباً، لكن بسبب الأحداث السياسية في يوغسلافيا قررت اليويفا إقامة مباراة ذهاب فقط في ملعب أولد ترافورد.
لُعبت المباراة في 19 نوفمبر 1991 وانتهت بنتيجة 1-0 لمانشستر سجل هذا الهدف براين مككلير، بتسديدة منخفضة بعد أن أتت إليه الكرة مرتدة من العارضة. وقد تصدى حارس مرمى مانشستر يونايتد لضربة جزاء في الشوط الأول.

## المباراة

### ملخص

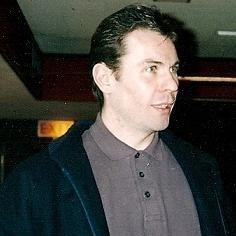
براين مككلير، في الصورة عام 1992، سجل الهدف الوحيد في المباراة.

لعبت المباراة في أولد ترافورد، أمام حشد من 22،110، ما يقرب من نصف سعة الملعب ، وأقل حضور جماهيري لمانشستر يونايتد على أرضه هذا الموسم. ذا تايمز' أوضح مراسل المباراة، ستيوارت جونز، أن المباراة لعبت في المقام الأول لجمهور التلفزيون، وكانت أكثر من مباراة ودية للجانبين. أتيحت لمانشستر يونايتد أول فرصة في المباراة في الدقيقة الثانية، عندما حصل على ركلة جزاء من قبل الحكم، ماريو فان در إنده. ركلة حرة من الجناح الأيمن سددها لي مارتن، حيث قابلت الكرة من قبل غاري باليستر، فقط لرأسية العودة عبر منطقة الجزاء ليتم منعها من قبل ذراع قلب دفاع ريد ستار ميودراغ بيلوديديتشي، الذي تلقى بطاقة صفراء للمس الكرة باليد. وضع قائد مانشستر يونايتد ستيف بروس ركلة الجزاء على يمين حارس مرمى ريد ستار زفونكو ميلويفيتش، الذي وضع الكرة حول القائم. أتيحت ليونايتد فرصة أخرى على المرمى بعد أربع دقائق، عندما تصدى ميلويفيتش لتسديدة من مارك هيوز. كانت هجمات مانشستر يونايتد في الشوط الأول بطيئة ومرهقة ، ونادرا ما اخترقت دفاع ريد ستار. وفي الوقت نفسه، اخترق مهاجما النجم الأحمر، ديان سافيتشيفيتش وداركو بانكيف، دفاع يونايتد بهجمات سريعة وهادفة.. أضاع بانشيف الهدف بتسديدة من مسافة 20 ياردة ، قبل أن يتوجه بعيدا من ركلة حرة. مرتين، هزمت هجمات سافيتشيفيتش وبانشيف حارس مرمى يونايتد، بيتر شمايكل، ولكن تم إبعادها من على خط المرمى من قبل غاري باليستر وكلايتون بلاكمور. رأسية أخرى من بانتشيف ذهبت بصعوبة قبل نهاية الشوط الأول مباشرة ، وظلت النتيجة 0-0.
واصل الفريق المسافر تقديم أفضل أداء في بداية الشوط الثاني: أخطأ سافيتشيفيتش في المرمى بتسديدتين زاويتين من زاوية. اليونايتد، الذي لعب لعبة الهجمات المرتدة، بدأ في تحقيق المزيد من النجاح. في الدقيقة 67، راوغ نيل ويب الكرة حول سافيتشيفيتش على حافة منطقة الجزاء، وسدد تسديدة حولها ميلوييفيتش إلى القائم. ارتدت الكرة إلى ماكلير، الذي وضعها في الشباك من مسافة قريبة، مما منح يونايتد التقدم 1-0. وفقا لصحيفة الأيرلندية المستقلة ، لعب مانشستر يونايتد بشكل أفضل بعد الهدف ، وكان لديه المزيد من الفرص لمضاعفة تفوقه. سدد بلاكمور تسديدة بعيدة المدى تصدى لها ميلويفيتش ، بينما لم يتمكن جيجز من إصابة حارس المرمى إلا بمحاولة وأنقذ ميلوييفيتش تسديدة من هيوز بالقرب من الأرض في القائم القريب.

### التفاصيل
| مانشستر يونايتد | 0-1 | النجم الأحمر بلغراد |
| --------------- | --- | ------------------- |
| مككلير 67'      |     |                     |

| مانشستر يونايتد | النجم الأحمر بلغراد |

| GK            | 1  | بيتر شمايكل       |  |     |
| LB            | 2  | لي مارتن          |  | 71' |
| RB            | 3  | دينيس إروين       |  |     |
| CB            | 4  | ستيف بروس (ق)     |  |     |
| CM            | 5  | نيل ويب           |  |     |
| CB            | 6  | غاري باليستر      |  |     |
| RM            | 7  | أندري كانتشيلسكيس |  |     |
| CM            | 8  | بول إنس           |  |     |
| CF            | 9  | براين مككلير      |  |     |
| CF            | 10 | مارك هيوز         |  |     |
| LM            | 11 | كلايتون بلاكمور   |  |     |
| البدلاء:      |    |                   |  |     |
| DF            | 12 | مال دوناغي        |  |     |
| GK            | 13 | غاري والش         |  |     |
| MF            | 14 | راسل بيردسمور     |  |     |
| FW            | 15 | مارك روبينز       |  |     |
| MF            | 16 | ريان غيغز         |  | 71' |
| المدرب:       |    |                   |  |     |
| أليكس فيرغسون |    |                   |  |     |

| GK              | 1  | زفونكو ميلويفيتش    |  |     |
| DF              | 2  | دوشكو رادينوفيتش    |  |     |
| DF              | 3  | غوران فاسيليفيتش    |  |     |
| DF              | 4  | ميروسلاف تانجا      |  |     |
| DF              | 5  | ميودراغ بيلوديديتشي |  |     |
| MF              | 6  | إيليا ناجدوسكي      |  |     |
| MF              | 7  | فلادا ستوسيتش       |  |     |
| MF              | 8  | فلاديمير يوغوفيتش   |  |     |
| FW              | 9  | داركو بانكيف        |  |     |
| FW              | 10 | ديان سافيدجيفيدج    |  | 82' |
| MF              | 11 | سينيشا ميهايلوفيتش  |  |     |
| البدلاء:        |    |                     |  |     |
| GK              | 12 | دراغويي ليكوفيتش    |  |     |
| DF              | 13 | ساشا نيديليكوفيتش   |  |     |
| FW              | 14 | إيليا إيفيتش        |  | 82' |
| FW              | 15 | بريدراغ يوفانوفيتش  |  |     |
| المدرب:         |    |                     |  |     |
| فلاديكا بوبوفتش |    |                     |  |     |

| الحكام المساعدون: سيس باكر (هولندا) جيف فان فليت (هولندا) الحكم الاحتياطي: إدي لوماس (إنجلترا) | قواعد المباراة - 90 دقيقة - 30 دقيقة من الوقت الإضافي إذا لزم الأمر - ركلات الترجيح إذا استمرت النتائج في التعادل بعد الوقت الإضافي - خمسة بدلاء محددين |

## ما بعد المباراة
حصل كل من مانشستر يونايتد والنجم الأحمر بلغراد على ما يقدر بنحو 200000 جنيه إسترليني من المباراة ، بشكل أساسي من حقوق البث التلفزيوني.. فاز مانشستر يونايتد بكأس السوبر الأوروبي الأول ، واعتبارا من عام 2021 فقط؛ خسروا لاحقا كأس السوبر 1999 و2008 و2017.
متذكرا المباراة في وقت لاحق، قال بانتشيف إنه على الرغم من أن يونايتد كان لديه فريق جيد، إلا أنه شعر أن النجم الأحمر بلغراد لم يحالفه الحظ في عدم الفوز.. وقال فيرغسون، الذي أشاد بفريق النجم الأحمر: "لديهم بالتأكيد الموهبة والخيال للقيام بعمل جيد وأعتقد أنهم يقدمون أداء جيدا في الوقت المناسب"." واستمر تفكيك فريق النجم الأحمر بلغراد؛ في غضون عامين ، غادر جميع فريقهم الفائز بكأس أوروبا تقريبا النادي. وفقا لآسبي ، "انتهى عصر قبل أن يبدأ." لم يظهر النجم الأحمر في كأس السوبر الأوروبي منذ ذلك الحين.